# Bertil Quirin
Bertil Quirin född 1951, är en svensk fotograf, författare och bokförläggare. Han arbetar främst med större dokumentationer, oftast med Bohuslän som grund, vilket resulterar i böcker, tidningsartiklar, utställningar och utsmyckningar i offentlig miljö. Han belönades med "Svensk bokkonst" för böckerna Stenhuggare, Brons och Bohuslän i svartvitt. 
Han har sedan 2002 garanterad författarpenning.

## Priser och utmärkelser i urval
- Svenska Fotobokspriset 2002